# 유협 (아나운서)
유협(柳鋏, 1955년 1월 15일 ~  )은 대한민국의 前 SBS 아나운서이다.

## 학력
- 경희대학교 체육대학원 스포츠학 박사

## 경력
- 1982년 : MBC 아나운서
- 1991년 : SBS 아나운서
- 1999년 ~ 2001년 : 한국아나운서협회 회장
- 2000년 : SBS 편성본부 아나운서팀 팀장
- 2004년 : SBS 편성본부 아나운서팀 부국장

## 진행

### TV
- MBC 우리춤 우리가락
- MBC 한국의 전통예술
- MBC 전주대사습놀이 전국대회
- MBC 여론광장
- SBS 스포츠 스포츠
- SBS 금요골프
- SBS 코리언 투어 골프 중계방송 및 각종 스포츠 중계